# 4545 Primolevi
4545 Primolevi è un asteroide della fascia principale. Scoperto nel 1989, presenta un'orbita caratterizzata da un semiasse maggiore pari a 3,1437790 UA e da un'eccentricità di 0,1395254, inclinata di 1,81162° rispetto all'eclittica.
L'asteroide è dedicato allo scrittore italiano Primo Levi.